# Kapliczka kolumnowa w Raszynie
Kapliczka kolumnowa z XVII w. w Raszynie – kapliczka kolumnowa murowana wraz z tablicą pamiątkowa z 1929 i topolą Godebskiego znajdująca się przy ulicy płk Cypriana Godebskiego 19 w Raszynie.

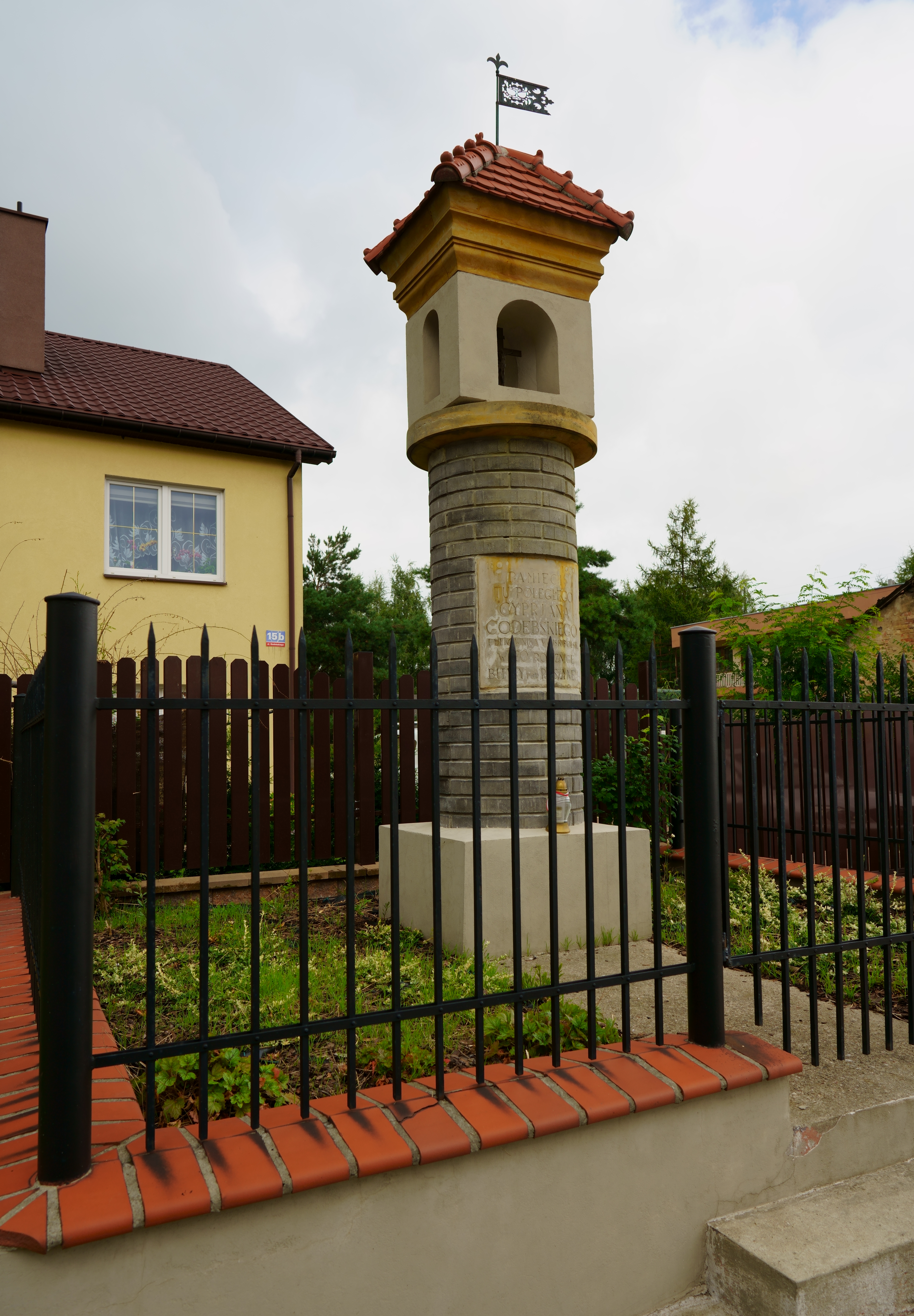
Kapliczka kolumnowa w Raszynie

Napis na tablicy pamiątkowej:
| 1809 1929 Pamięci tu poległego Cypriana Godebskiego Pułkownika Wojsk Polsk.[ich] w 120 rocznicę Bitwy pod Raszynem |

## Kapliczka z Raszyna w kulturze

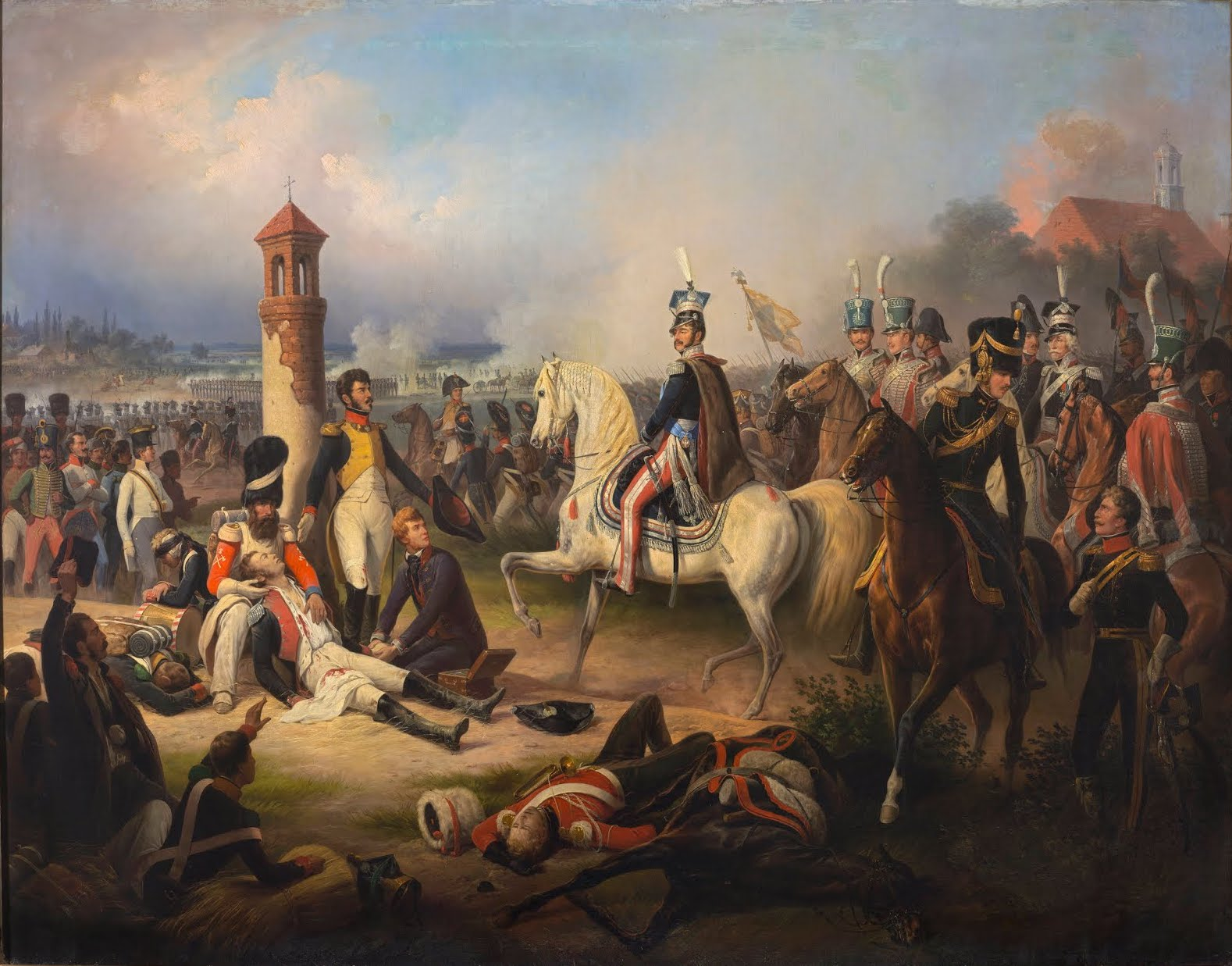
Śmierċ Cypriana Godebskiego pod Raszynem, obraz Januarego Suchodolskiego z 1855 roku

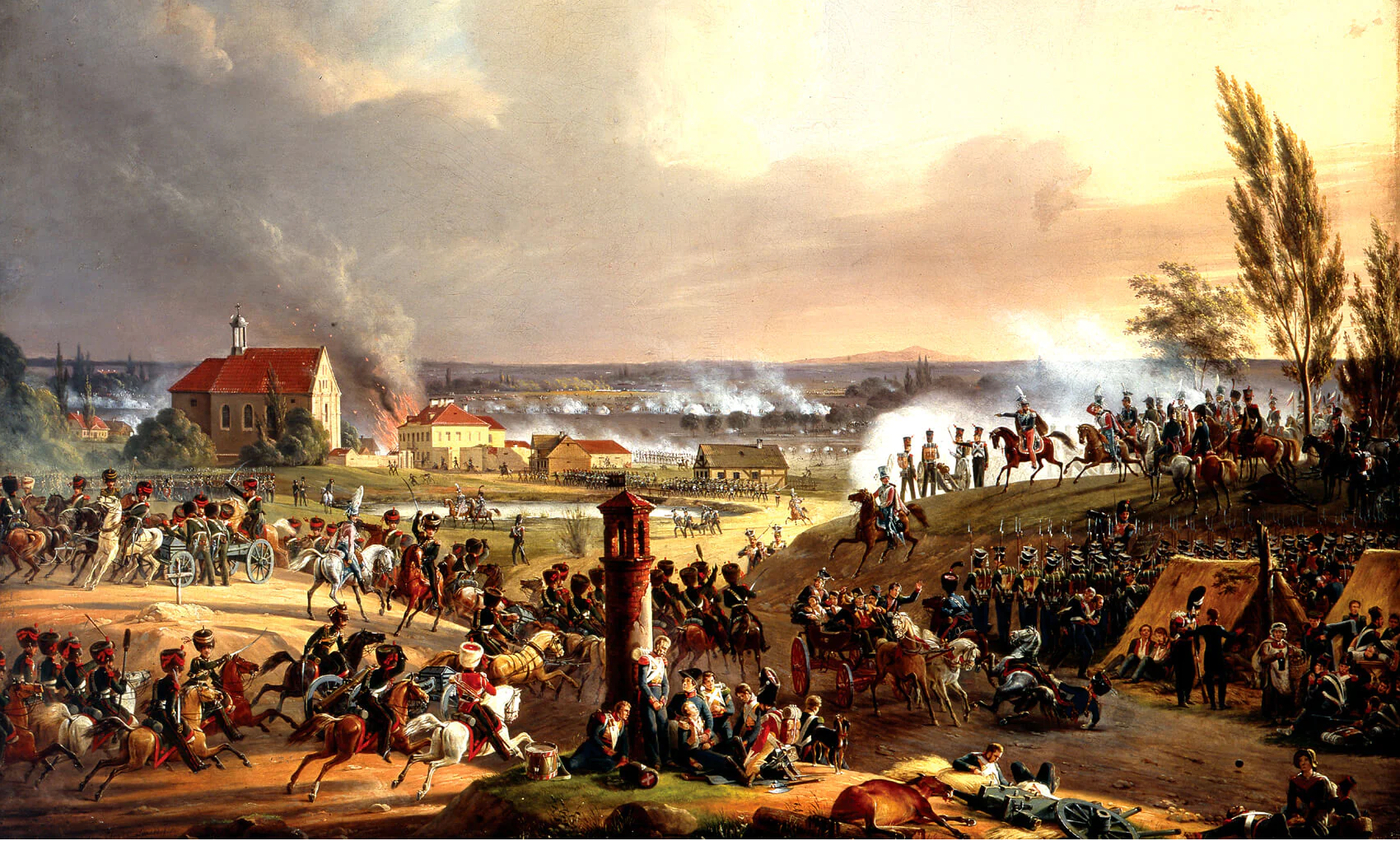
Bitwa pod Raszynem, obraz Januarego Suchodolskiego, 1832

Kapliczka w Raszynie została uwieczniona na obrazach Januarego Suchodolskiego Śmierċ Cypriana Godebskiego pod Raszynem, 1855 i Bitwa pod Raszynem, 1832.

## Literatura
- E. Żyłko: Katalog Zabytków Sztuki w Polsce. D. Kaczmarzyk. T. X: WOJ. WARSZAWSKIE. Cz. 14: Zesz. 14. Pow. piaseczyński. Warszawa: Instytut Sztuki PAN, 1962, s. 30. (pol.).
- Gmina Raszyn Zabytki. raszyn.pl. [dostęp 2025-03-08]. Cytat: Cyprian Godebski – pułkownik, dowódca 8 pułku piechoty; został śmiertelnie zraniony podczas bitwy Raszyńskiej, zmarł przy kapliczce. (pol.).